# Hans Ekstrand
Hans Ekstrand (27 de dezembro de 1903 – 5 de março de 1969) foi um político alemão do Partido Social Democrata (SPD) e ex-membro do Bundestag alemão.

## Vida
No círculo eleitoral de Stormarn, foi eleito para o Bundestag nas eleições federais de 1949. Tornou-se membro titular dos comités de comércio externo, de alimentos, agricultura e silvicultura e de política social.

## Literatura
Herbst, Ludolf; Jahn, Bruno (2002).  Vierhaus, ed. Biographisches Handbuch der Mitglieder des Deutschen Bundestages. 1949–2002 (em alemão). München: De Gruyter - De Gruyter Saur. 1715 páginas. ISBN 978-3-11-184511-1